# Kaçaniks slott
Kaçaniks slott (albanska: Kalaja e Kaçanikut, serbiska: Kačanički Grad) är ett slott i Kaçanik i Kosovo. 1582 gav Murat III order att bygga slottet; bygget inleddes 1586 och fullbordades 1590. Idag finns det bara två murar kvar, den västra och den norra.